# Раковский, Христиан Георгиевич
Христиа́н Гео́ргиевич Рако́вский (псевдоним — Инсаров, наст. фамилия Ста́нчев, при рождении болг. Кръстьо Георгиев Станчев; рум. Cristian Racovski, укр. Християн Георгійович Раковський; 1 [13] августа 1873, Котел, Османская империя — 11 сентября 1941, Медведевский лес под Орлом) — советский политический, государственный и дипломатический деятель болгарского происхождения.
Участник революционного движения на Балканах, во Франции, в Германии, России и Украине.

## Биография

### Молодые годы
Внук революционера Георги Раковского. Будучи этническим болгарином, имел румынский паспорт. Учился в болгарской гимназии, откуда был дважды (в 1886 и 1890) исключён за революционную агитацию. В 1887 году изменил имя Кръстьо (Крыстё) Станчев на Христиан Раковский. Примерно с 1889 года — убеждённый марксист.

### Вовлечение в революционную деятельность
В 1890 году Христиан Раковский эмигрировал в Женеву (Швейцария), где поступил на медицинский факультет Женевского университета. В Женеве Раковский познакомился через российских эмигрантов с российским социал-демократическим движением, в частности, близко с основателем марксистского движения в Российской империи Георгием Валентиновичем Плехановым. Участвовал в организации международного съезда студентов-социалистов в Женеве.
В 1893 году в качестве делегата от Болгарии присутствовал на Социалистическом международном съезде в Цюрихе. Сотрудничал в первом болгарском марксистском журнале «День» и социал-демократических газетах «Работник» и «Другар» («Товарищ»). Согласно автобиографии Раковского, это было время усиления его ненависти к русскому царизму. Ещё находясь студентом в Женеве, он ездил в Болгарию, где прочёл ряд докладов, направленных против царского правительства.
Осенью 1893 года поступил в медицинскую школу в Берлине, однако из-за тесных связей с революционерами из России был исключён оттуда уже через шесть месяцев. В Германии Раковский сотрудничал с Вильгельмом Либкнехтом в «Vorwärts», центральном печатном органе немецких социал-демократов. В 1896 году окончил медицинский факультет университета в Монпелье во Франции, где получил степень доктора медицины. Написал диссертацию «Этиология преступности и вырождения».
В 1897 году приехал в Россию и женился на Елизавете Рябовой (умерла при родах 5 лет спустя).
С осени 1898 года служил в румынской армии. Демобилизован весной 1899 года. (По другим данным с 1899 по 1900 год).

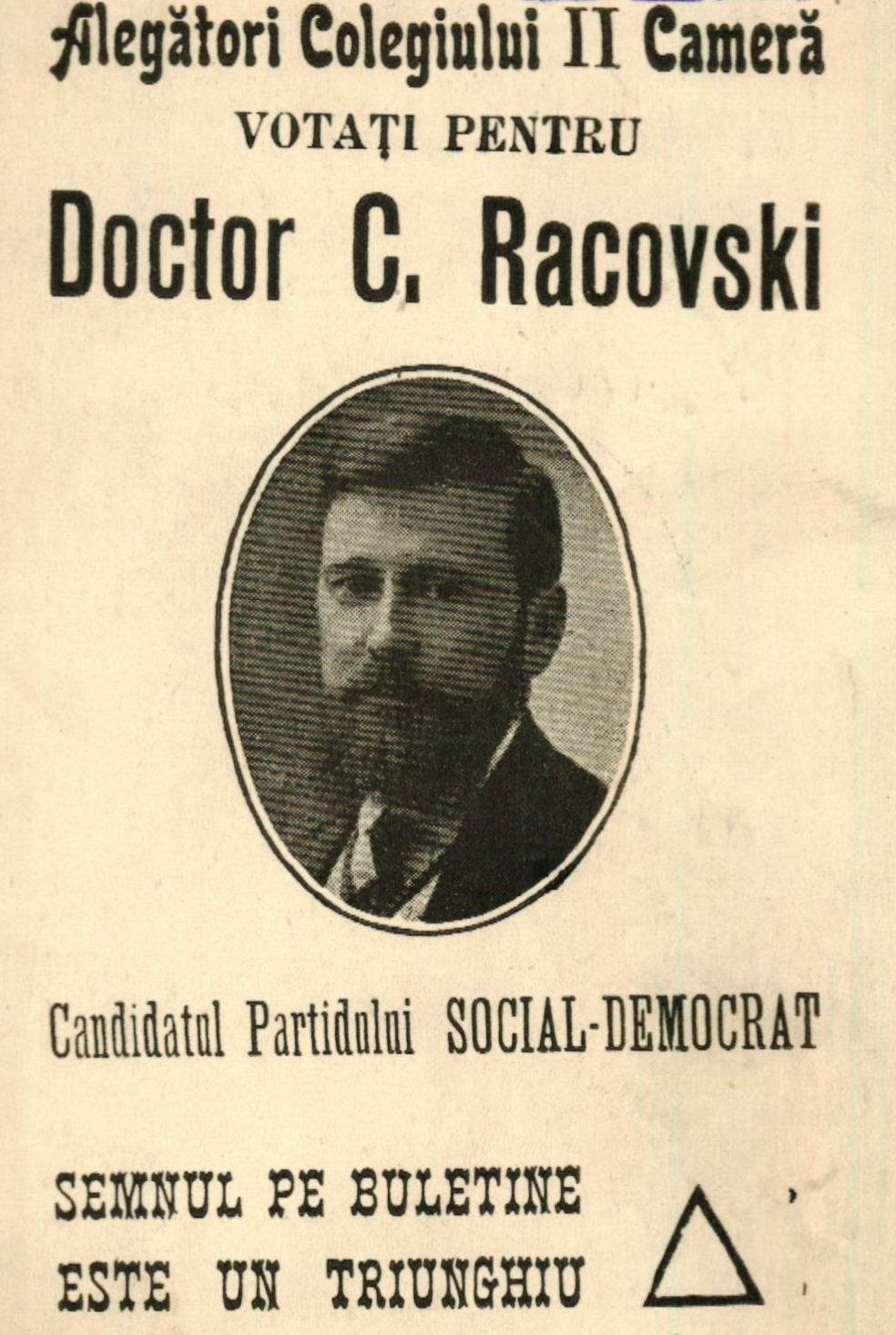
Предвыборная агитация с призывом голосовать за Раковского — кандидата от Социал-демократической партии Румынии

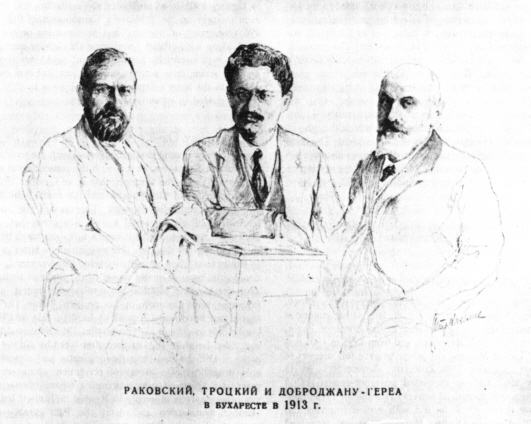
Раковский, Троцкий и Константин Доброджану-Геря в Бухаресте в 1913 году

После раскола РСДРП на большевиков и меньшевиков на II съезде в 1903 занимал промежуточную позицию, пытаясь примирить обе группы на основании выработанного консенсуса. Между 1903 и 1917 годом наряду с Максимом Горьким Раковский был одним из связующих звеньев между большевиками, которым он симпатизировал в плане экономической программы, и меньшевиками, в деятельности которых он находил позитивные политические моменты. Кроме русских революционеров, в Женеве Раковский некоторое время работал совместно с Розой Люксембург.
После завершения учёбы во Франции Раковский прибыл в Санкт-Петербург, чтобы предложить свои услуги в координации действий рабочих и марксистских кружков в России и за границей, однако вскоре был выслан из страны и выехал в Париж. В Петербурге Раковский бывал у Милюкова и Струве. В 1900—1902 годах он опять пребывал в российской столице, а в 1902 году вернулся во Францию.
Хотя революционная деятельность Раковского в этот период затрагивала большинство стран Европы, его основные усилия были направлены на организацию социалистического движения на Балканах, в первую очередь в Болгарии и Румынии. По этому поводу он основал в Женеве левую румынскую газету «Sotsial-Demokrat» и ряд болгарских марксистских изданий — «День», «Работник» и «Другар» («Товарищ»).
В 1907—1914 годах член МСБ.
Вернувшись в Румынию, Раковский поселился в Добрудже, где работал рядовым доктором (в 1913 году он принимал у себя Льва Троцкого). В 1910 году был одним из инициаторов восстановления под названием Социал-демократической партии Румынии существовавшей до 1899 года социалистической партии Румынии, фактически прекратившей своё существование после выхода из её состава «благодушных», согласившихся на компромисс с королевской властью. СДПР фактически стала основой для создания в 1910 году Балканской социал-демократической федерации, объединившей социалистические партии Болгарии, Сербии, Румынии и Греции. Сам факт существования объединённой федерации левых партий был протестом против политики агрессии и недоверия, установившейся на Балканах в результате Балканских войн. Христиан Раковский, бывший первым секретарём БКФ, параллельно продолжал принимать активное участие в общеевропейском социалистическом движении, за что неоднократно высылался из Болгарии, Германии, Франции и России.

### Первая мировая война
Во время Первой мировой войны Раковский, как и некоторые другие социалисты, первоначально занимавшие центристскую позицию в дискуссиях относительно методов политической борьбы, поддержал левое крыло международной социал-демократии, осудившее империалистический характер войны. Раковский наряду с лидерами левых социалистов был одним из организаторов международной антивоенной Циммервальдской конференции в сентябре 1915 года.

#### Служба Германии через Парвуса
Уже во время пребывания Раковского в Петербурге в начале XX века о нём ходили слухи, что он являлся австрийским агентом.

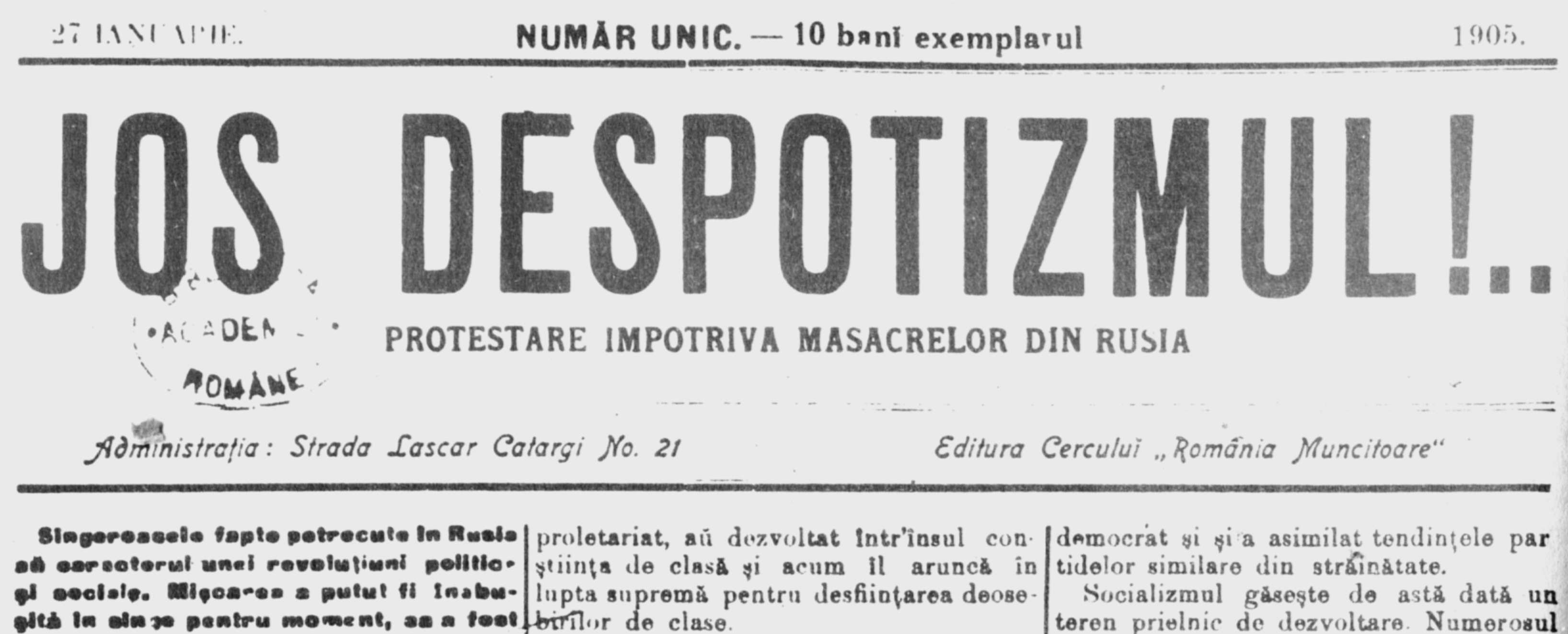
«Долой деспотизм!». Передовица газеты «România Muncitoare» со статьёй Раковского, посвящённой событиям в России, 1905 г.

Сама Первая мировая война рассматривалась большевиками как предпосылка для мировой революции, сторонником которой был, в частности, Израиль Гельфанд (Александр Парвус), предпринимавший практические шаги по организации военного поражения России в интересах Германии. Как «специалист по Балканам и Турции», он прибыл в Бухарест проездом в Берлин в январе 1915 года, куда направлялся для переговоров в МИДе об организации революционной пропаганды в России. Раковский в тот момент руководил местной социал-демократической организацией и редактировал ежедневную газету. Целями визита Гельфанда в Румынию были изменение румынской политики на прогерманскую, в частности — соответствующей политики румынских социал-демократов и организация в Румынии центра по дестабилизации положения на Украине, Кавказе и в черноморских портах России — Одессе и Николаеве. Последующее развитие событий указывало на то, что Раковский согласился с планами Гельфанда в отношении России и изъявил готовность принять от Гельфанда финансовую помощь для румынской партии. Сохранилось сообщение представителя германского МИДа в Румынии фон Буше-Хадденхаузена, посланное в Берлин через три дня после прибытия Гельфанда в Бухарест, сообщающего о том, что у него появилась возможность «незаметным образом» передать румынским социалистам 100 тысяч лей на «антивоенную пропаганду». Согласие из Берлина было получено. Правда, позднее, на съезде партии Раковский сообщал о том, что Гельфанд был единственным, кто пожертвовал 300 лей на социалистическую газету. На этом же съезде Раковский призывал к массовой социалистической демонстрации за мир, и его, как писал Буше, поддерживали «я и австро-венгерский министр»:157.
Через Раковского Парвус на средства германского правительства финансировал русскоязычную ежедневную газету «Наше слово», издававшуюся в Париже в 1914—1916 гг. Мартовым и Троцким, стоящую на антивоенных позициях. Газета была закрыта французскими властями за антивоенную пропаганду. Сам Троцкий позже, находясь в Нью-Йорке, вспоминал, что деньги на издание газеты «были в основном от Раковского» (хотя сама газета в феврале 1915 года порвала с Гельфандом). По мнению Д. Ф. Бредли, за этим стояли австрийцы. Историк Збинек Земан полагал, что деньги у Раковского появились от Гельфанда — в конце марта 1915 г. тот получил первый миллион германских марок на ведение «мирной пропаганды» в России, часть из которых была переведена в Бухарест, куда в начале апреля прибыл и сам Гельфанд для встречи с фон Буше и Раковским. Гельфанду, по всей видимости, удалось убедить Раковского воспользоваться частью из этой суммы на помощь газете Троцкого:178.
После вступления Румынии в войну на стороне Антанты в августе 1916 года Раковский был арестован по обвинениям в распространении пораженческих настроений и шпионаже в пользу Австрии и Германии. В заключении пребывал в Яссах до 1 мая 1917 года, когда был освобождён демократизированным русским гарнизоном. После поражения Румынии в войне Раковский появился в нейтральном Стокгольме и обратился к немецкому представителю в Швеции с просьбой разрешить проезд в Швецию через территорию Германии его жене. Уже упомянутый фон Буше, в тот момент работавший заместителем государственного секретаря министерства иностранных дел Германии, ответил на просьбу Раковского положительно, отметив: «в прошлом Раковский работал на нас в Румынии»:158.
В 1917 году французский генерал Ниссель называл Раковского в своём рапорте «известным австро-болгарским агентом».

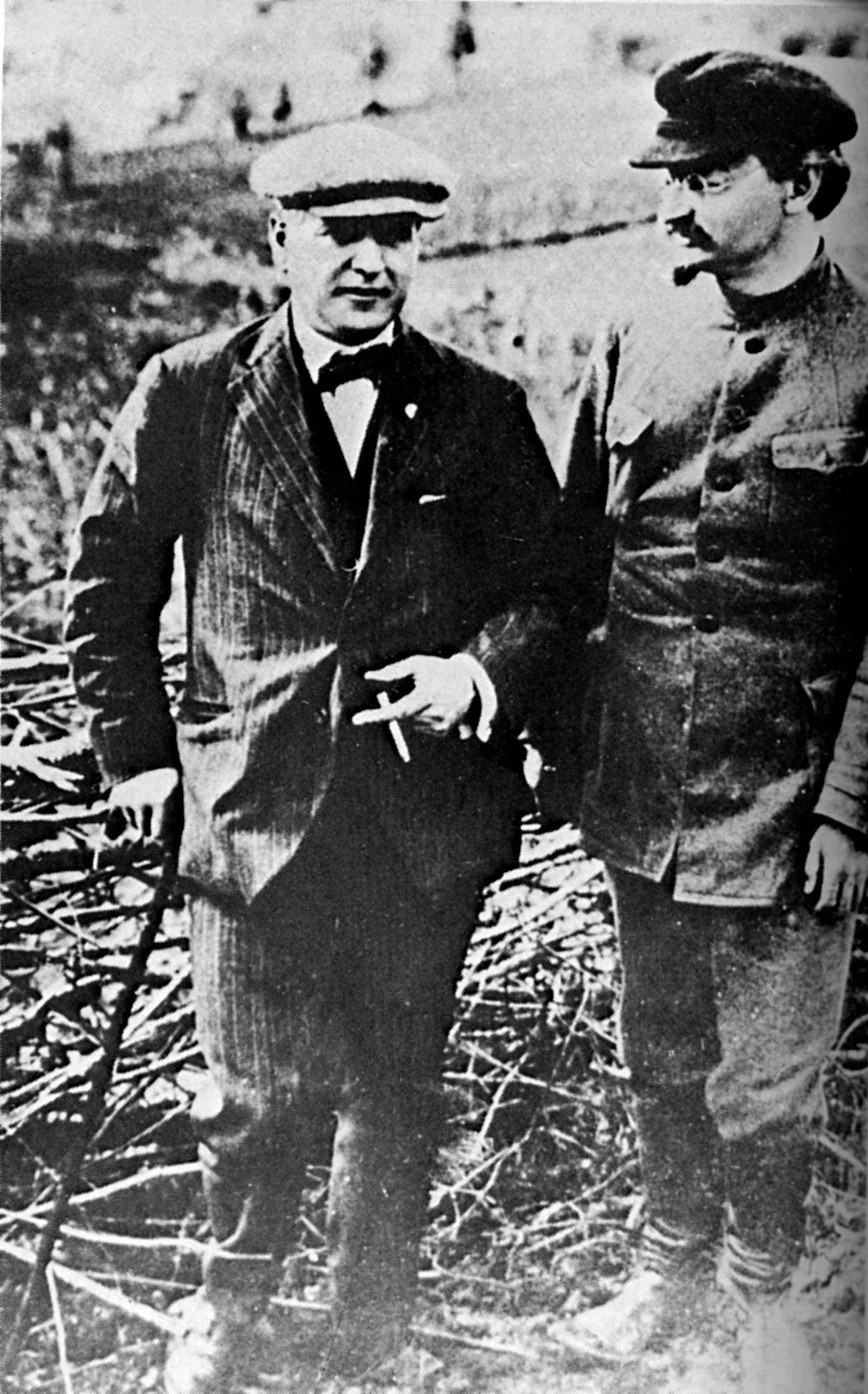
Раковский и Троцкий, 1924 г.

### Революция в России
После освобождения из румынской тюрьмы Раковский прибыл в Россию. Во время корниловских дней Раковского скрывала большевистская организация на Сестрорецком патронном заводе. Оттуда он перебрался в Кронштадт. Затем Раковский решил поехать в Стокгольм, где должна была быть созвана конференция циммервальдцев. В Стокгольме его застала Октябрьская революция.
В ноябре 1917 года вступил в РСДРП(б), вёл партийную работу в Одессе и Петрограде.

### Гражданская война

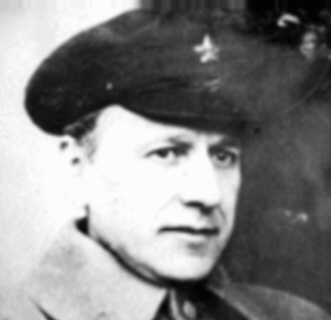
Раковский в военной форме

Приехав в декабре 1917 в Россию, в начале января 1918 года Раковский уехал в качестве комиссара-организатора Совнаркома РСФСР на юг вместе с экспедицией матросов во главе с Железняковым. Пробыв известное время в Севастополе и организовав там экспедицию на Дунай против румынских властей, занявших уже Бессарабию, он отправился с экспедицией в Одессу. Здесь была организована «Верховная автономная коллегия по борьбе с контрреволюцией в Румынии и на Украине» (местное подразделение ВЧК), и в качестве председателя этой коллегии и члена Румчерода Раковский оставался в Одессе до занятия города немцами. Из Одессы Раковский приехал в Николаев, оттуда в Крым, потом в Екатеринослав, где участвовал на втором съезде Советов Украины, потом в Полтаву и Харьков.

#### Дипломатическая миссия на Украине

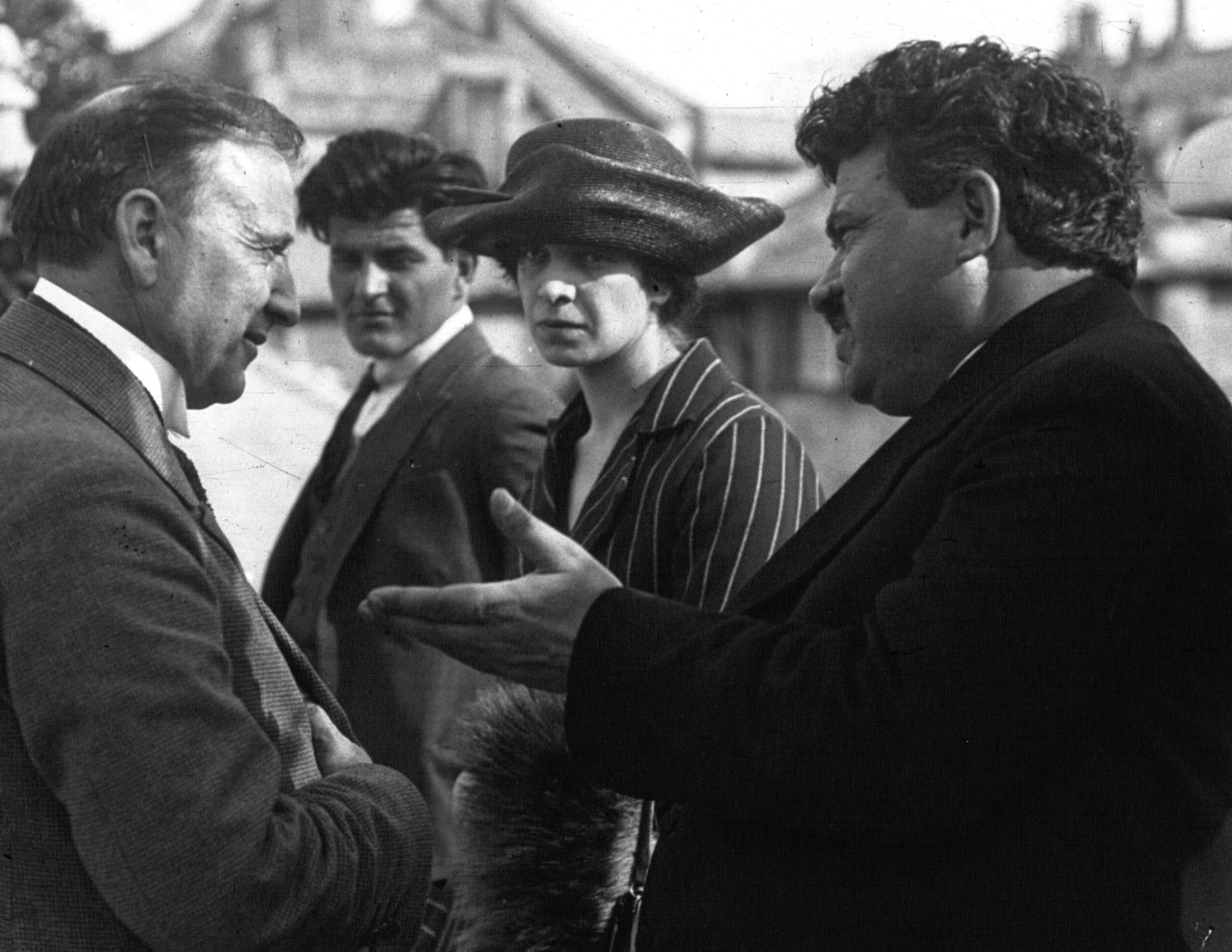
Христиан Раковский и премьер министр Болгарии Александр Стамболийский на Генуэзской конференции (1922)

После прибытия в Москву, где он оставался в общем не больше месяца, в апреле 1918 Раковский отправился в Курск с делегацией, которая должна была вести мирные переговоры с Украинской Центральной Радой. Кроме Раковского, полномочными делегатами были Сталин и Мануильский.
Главным двигателем всех этих переговоров был Раковский. Без него двое других были бы совершенно беспомощны. У него был план государственного раздела России. Осуществление и выработку подробностей он предпочитал передавать другим. Для этой цели и был послан Мануильский. Сталин же по-видимому был только наблюдателем.
В Курске делегаты получили сообщение о перевороте Скоропадского в Киеве. Было заключено перемирие с немцами, продолжавшими своё наступление. Правительство Скоропадского предложило большевистской делегации приехать в Киев. В период Украинской Державы вёл в Киеве тайные переговоры с отстраненными от власти деятелями Центральной Рады относительно легализации коммунистической партии на Украине.

#### Дипломатическая миссия в Германии
Говорил одинаково хорошо и на румынском, и на болгарском, и на русском языке, и ещё на нескольких европейских. И неизвестно, какой язык для него родной. Помню, я спросила его однажды — на каком языке он думает? Раковский подумал и сказал: «Наверное, на том, на котором в настоящий момент говорю».
В сентябре 1918 Раковский был отправлен с дипломатической миссией в Германию, но вскоре вместе с советским послом в Берлине Иоффе, Бухариным и другими товарищами был выслан из Германии. По дороге из Германии советскую делегацию догнало известие о ноябрьской революции в Берлине. Попытавшись вернуться в Берлин, Раковский вместе с другими был задержан немецкими военными властями в Ковно и отправлен в Смоленск.

#### Председатель СНК и нарком иностранных дел Украины
В телеграмме в Москву, отправленной 10 января 1919 года, члены ЦК КП(б)У Квиринг, Фёдор Сергеев, Яковлев (Эпштейн) просили «немедленно прислать Христиана Георгиевича», чтобы предотвратить перерастание кризиса главы правительства в правительственный кризис.
С января 1919 по июль 1923 года Раковский — председатель СНК и нарком иностранных дел УССР. Одновременно с января 1919 по май 1920 года нарком внутренних дел, НКВД уделял «минимальное внимание».

Получил Ваше письмо. Меры содействию принимаем. Подтверждаю необходимость величайшего напряжения всех ваших сил и перевод всех ЧОН [на] военное положение и на военную работу. Вся задача: вам продержаться минимум два месяца. Удивляюсь, что разрешаете «Начало», потворство таким гадинам, как меньшевики и эсеры, есть один из признаков Вашей расхлябанности. 2 августа 1919.
— В. И. Ленин, Записка по прямому проводу Раковскому
Один из организаторов советской власти на Украине. С 1919 по 1927 год — член ЦК РКП(б) — ВКП(б). В 1919—1920 — член Оргбюро ЦК. В конце 1919 года вся территория Украины находилась под контролем Вооружённых сил Юга России, Украинской народной республики и Польши. В этих условиях был создан Всеукраинский революционный комитет, который с 17 декабря 1919 по 19 февраля 1920 года являлся высшим законодательным и исполнительным органом власти УССР, его возглавлял Г. И. Петровский. С 19 февраля 1920 г., после освобождения Красной Армией большей части Украины, деятельность СНК Украины возобновилась. Возглавляя правительство в то время, Раковский являлся верховным политическим лидером в стране.
Когда в начале 1922 года возник вопрос о возможном переходе Раковского на другую работу, пленум ЦК КП(б)У 23 марта 1922 г. принял решение «категорически требовать не снимать с Украины т. Раковского».
В составе советской делегации участвовал в работе Генуэзской конференции (1922).
В июне 1923 года по инициативе Раковского принято постановление ЦК Компартии Украины, по которому иностранные компании могли открывать свои филиалы на Украине, только получив разрешения её властей.  Через месяц это решение ЦК КПУ было отменено.

### Назначение на дипломатическую работу

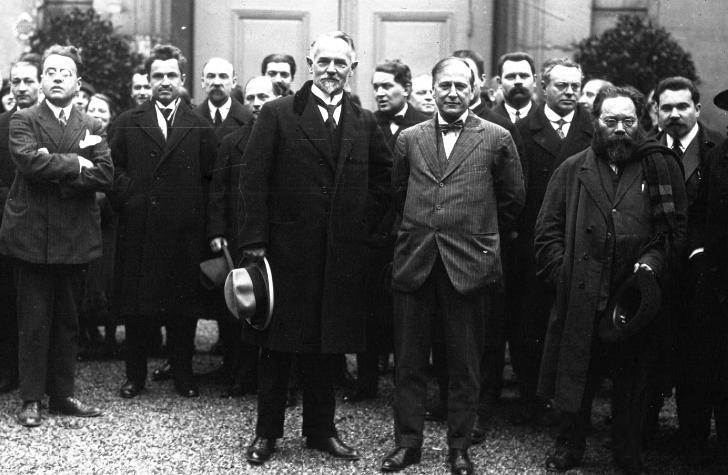
Раковский и Леонид Красин в Париже 1924 год

На XII съезде РКП(б) решительно выступал против национальной политики Сталина. Тогда Раковский заявил, что «нужно отнять от союзных комиссариатов девять десятых их прав и передать их национальным республикам». В июне 1923 года на IV совещании ЦК РКП(б) с ответственными работниками национальных республик и областей Сталин обвинил Раковского и его единомышленников в конфедерализме, национал-уклонизме и сепаратизме. Спустя месяц после завершения этого совещания Раковский был снят с поста председателя Совнаркома Украины и направлен послом в Англию (1923—1925). 18 июля Раковский направил Сталину и в копии — всем членам ЦК и ЦКК РКП(б), членам Политбюро ЦК КП Украины письмо, в котором указывал: «Моё назначение в Лондон является для меня, и не только для меня одного, лишь предлогом для моего снятия с работы на Украине».
С октября 1925 по октябрь 1927 года — торгпред, затем полпред во Франции.

### Оппозиция и капитуляция
С 1923 года принадлежал к Левой оппозиции, хотя во внутрипартийной дискуссии 1923—1924 гг. принять участия не мог. Вскоре стал одним из идейных лидеров оппозиции. В 1927 году был снят со всех должностей, исключён из ЦК и на XV съезде ВКП(б) исключён из партии в числе 75 «активных деятелей оппозиции». Изначально намечался к высылке в Усть-Сысольск на 3 года, однако в итоге примерно 20 января 1928 года прибыл в Астрахань. В Астрахани Раковский работал в губернской плановой комиссии, занимался сбором материалов для воспоминаний и практически не появлялся на публике. В апреле 1928 года Раковский тяжело заболел малярией, а летом врачи сочли его пребывание в Астрахани опасным для здоровья. В итоге, в начале ноября его перевели из Астрахани в Саратов, где он также был устроен на работу в плановую комиссию. Всё это время Раковский не прекращал оппозиционную работу, вёл переписку с Троцким и другими ссыльными, составлял критические документы. Это привело к ужесточению режима его содержания и дальнейшим репрессиями. В конце августа 1929 года Раковскому добавили к сроку ссылки ещё 2 года и перевели к началу сентября в Барнаул. На Алтае Раковский, снова получивший работу в плановом органе, дважды перенёс сердечный приступ. После публикации в начале 1932 года в «Бюллетене оппозиции» Троцкого критической статьи Раковского, посвящённой XVI съезду ВКП(б), режим его содержания ухудшился, а контакты с внешним миром практически прекратились. В 1931—1932 годах прервались все бывшие у него контакты с оппозиционерами. Раковский оказался изолирован от всяческой политики.
Долгое время отрицательно относился к «капитулянтам», возвращавшимся в партию для продолжения борьбы, но в 1935 году вместе с другим упорным оппозиционером, Л. С. Сосновским, заявил о своём разрыве с оппозицией. Н. А. Иоффе по этому поводу писала: «Он считал, что в партии, несомненно, есть определённая прослойка, которая в душе разделяет наши взгляды, но не решается их высказать. И мы могли бы стать каким-то здравомыслящим ядром и что-то предпринять. А поодиночке, говорил он, нас передавят, как кур». Дочь А. К. Воронского Галина Воронская вспоминала, что в 1929 году на встрече со Сталиным её отец «пытался заступиться за Раковского, который, как деятель оппозиции, находился тогда в ссылке в Астрахани: „Слишком большая роскошь для партии держать таких высокообразованных людей в провинции“». Был возвращён в Москву и в ноябре 1935 года восстановлен в ВКП(б).
В 1934 году его приютил на управленческой должности в наркомате здравоохранения РСФСР Г. Н. Каминский.

### Третий московский процесс
В 1936 году был вновь исключён из партии. 27 января 1937 года был арестован по спецсообщению Н. И. Ежова И. В. Сталину.
Содержался во внутренней тюрьме НКВД; в течение нескольких месяцев отказывался признать себя виновным в совершении инкриминируемых ему преступлений; но в конечном счёте был сломлен и в марте 1938 года предстал в качестве подсудимого на процессе по делу «Антисоветского правотроцкистского блока». Признал себя виновным в участии в различных заговорах, а также в том, что был японским и английским шпионом. 13 марта 1938 года оказался в числе трёх подсудимых (наряду с Бессоновым и Плетнёвым), кто был приговорён не к расстрелу, а к 20 годам тюремного заключения с конфискацией имущества. В последнем слове заявил: «Наше несчастье в том, что мы занимали ответственные посты, власть вскружила нам голову. Эта страсть, это честолюбие к власти нас ослепило».
По поводу поведения Раковского на суде другой оппозиционер, Виктор Серж, писал: «Он как будто намеренно компрометировал процесс показаниями, ложность которых для Европы очевидна…». Другое объяснение предлагает ВС СССР в своём Постановлении от 4 февраля 1988 года: «Самооговор же достигался путём обмана, шантажа, психического и физического насилия».

### Расстрел
Наказание отбывал в Орловском централе куда прибыл этапом из Соль-Илецкой тюрьмы. После начала Великой Отечественной войны Раковский, как и осуждённые вместе с ним Бессонов и Плетнёв, был расстрелян в Медведевском лесу по сталинским спискам 11 сентября 1941 года.

### Реабилитация
4 февраля 1988 года реабилитирован Пленумом Верховного Суда СССР и 21 июня 1988 года решением КПК при ЦК КПСС восстановлен в партии.

## Награды
Орден Красного Знамени.

## Глазами современников
Политический оппонент большевизма П. Б. Струве в 1927 году писал в статье «Арривист большевизма»:
«Я его встречал когда-то на туманно-идеалистической заре русского марксизма, когда Раковский был рабски верным и едва ли не за это самым любимым учеником Плеханова. В нём и тогда была ближневосточная элементарность и переходившая в жестокость грубость, которая в странах, бывших под господством Турции, есть историческое наследие этого поверхностного, но жестокого владычества. Это ближневосточная грубость была у Раковского покрыта лоском французской культуры и смягчена прививкой того русского систематизма, которого в то время из русского интеллигентского обихода не могла вытравить никакая, даже прямолинейная, марксистская идеология».

## Участие в судьбе Сергея Есенина
Раковский беспокоился о поэте Сергее Есенине. Так, в письме Раковского к Ф. Э. Дзержинскому от 25 октября 1925 года он просил «спасти жизнь известного поэта Есенина — несомненно самого талантливого в нашем Союзе», предлагая: «Пригласите его к себе, проборите хорошо и отправьте вместе с ним в санаториум товарища из ГПУ, который не давал бы ему пьянствовать…»
На письме резолюция Дзержинского, адресованная к его секретарю, управляющему делами ГПУ В. Д. Герсону: «М. б., Вы могли бы заняться?» Рядом пометка Герсона: «Звонил неоднократно — найти Есенина не мог». Есенин покончил с собой 25 декабря 1925 года.

## Семья
Первая жена: Елизавета Раковская (в девичестве — Рябова), (?—1902). Дочь театрального артиста. Умерла через пять лет[уточнить] от тяжёлых родов.
Вторая жена: Анна (Жанна) Киселкова (1897—?) — преподавательница французского языка в первой девичье софийской гимназии. Совместных детей с Х. Раковским не имела.
Третья жена: Александрина Раковская (по первому мужу — Кодряну) (?—1951) — румынская социалистическая журналистка. Прожила с Х. Раковским всю оставшуюся жизнь, вплоть до его ареста. Скончалась в концлагере под Свердловском. Совместный детей с Х. Раковским не имела. От первого мужа сын и дочь Елена (замужем за поэтом И. Уткиным).
От Юлии Щегловой — секретарши и стенографистки Х. Раковского во время его высылки в Астрахань — имел сына Аскольда (род. 1929), ставшего, как его знаменитый отец, врачом. В 1960-х гг. он работал профессором в медицинской академии в г. Калинине.

## Память
- Раковское — с 1923 по 1937 год название села Вольное в Волновахском районе Донецкой области Украины.
- Раковская — с 1924 по 1932 год название села Романовка в Полесском районе Киевской области.

## Сочинения
- Письмо Х. Г. Раковского о причинах перерождения партии и государственного аппарата. 1928
- Письмо Троцкому 1928
- На съезде и в стране 1930
- Х. Г. Раковский на «Скепсисе»

## Никовилия

Х. Г. Раковский на папиросах (1927, Харьков; из коллекции В. Д. Потапенко)